# Los amantes de la noche
Los amantes de la noche (They Live by Night) es una película de cine negro estadounidense de 1948 dirigida por Nicholas Ray, en su debut como director, y con actuación principal de Cathy O'Donnell y Farley Granger. Basada en la novela de la era de la Gran Depresión Thieves Like Us, de Edward Anderson, la película sigue a un joven convicto que se enamora de una mujer e intenta comenzar una nueva vida con ella.
La película se estrenó en cines en Londres en agosto de 1948 con el título The Twisted Road, antes de que RKO Radio Pictures la estrenara en los Estados Unidos como They Live by Night en noviembre de 1949. Aunque recibió críticas favorables de los críticos de cine, fue un fracaso de taquilla y el estudio perdió $ 445,000.
Aunque muchos consideran que la película es el prototipo del género de "pareja en fuga", y generalmente se la considera la precursora de la película Bonnie y Clyde, la primera narración de la historia fue en realidad Persons in Hiding de 1939, basada en las memorias de J. Edgar Hoover del mismo título.
Robert Altman dirigió otra adaptación de la novela usando el título original de la novela, Thieves Like Us (1974).

## Trama
Arthur "Bowie" Bowers, un joven de 23 años que cumple una sentencia de prisión por un asesinato que supuestamente ayudó a perpetrar a los 16 años, escapa de la prisión con dos ladrones de bancos mayores, Chicamaw y T-Dub. Los tres se refugian con el hermano de Chicamaw, que opera una estación de servicio, y su sobrina, Catherine "Keechie" Mobley, que trabaja allí. Con la esperanza de liberar también a su hermano encarcelado Richard, Chicamaw elabora un plan para robar un banco y usar el dinero para contratar a un abogado con el fin de probar que fue un error judicial.
El robo transcurre sin problemas. Sin embargo, poco después, Bowie choca con su auto y Chicamaw luego mata a un oficial de policía que llega a la escena. Chicamaw deja a Bowie herido al cuidado de Keechie y se une a T-Dub en otra ciudad. La tímida Keechie rápidamente se encariña con Bowie, quien también es esquivo. Los dos se unen por su falta de experiencia en el mundo y pronto se unen románticamente. Mientras tanto, la prensa informa mucho sobre Bowie, identificándolo erróneamente como el cabecilla del robo. Bowie y Keechie deciden huir juntos y viajar en autobús por varias ciudades. Una noche, tarde, encuentran una capilla que realiza matrimonios rápidos por $ 20. Bowie le pide a Keechie que se case con él, a lo que ella accede. Hawkins, el juez de paz local, ejecuta la ceremonia y vende a la pareja un auto convertible.
La pareja viaja a un remoto resort de montaña donde Keechie se alojó una vez durante su infancia y alquila una cabaña allí, soñando con poder vivir juntos abiertamente. En Navidad, Chicamaw llega al resort después de haber rastreado a la pareja allí, ha perdido su dinero en apuestas y quiere que Bowie lo ayude a él y a T-Dub a cometer otro robo. Bowie acepta a regañadientes, aunque Keechie, temiendo que Bowie no salga con vida, le da de antemano su regalo de Navidad: un reloj de pulsera. Los tres hombres cometen otro robo, pero T-Dub muere durante el mismo. Bowie y Chicamaw huyen de la escena en coche. Mientras conduce, Bowie se entera por un Chicamaw borracho que está celoso de toda la atención de la prensa que Bowie y Keechie han recibido. Bowie finalmente obliga a Chicamaw a salir del auto a punta de pistola.
Cuando Bowie regresa a la cabaña, Keechie le dice que Chicamaw murió en el robo de una licorería. En transmisiones de radio, Bowie es nuevamente descrito como el cabecilla del robo. En una conversación acalorada, Keechie revela que está embarazada. La pareja sale del resort y se dirige hacia el este, viajando principalmente de noche para no ser vistos. Renunciando al secreto, deciden pasar un rato de ocio en público, visitando un parque y luego un club nocturno. En el club, Bowie es reconocido por un gánster, lo que hace que la pareja vuelva a huir. Bowie sugiere que escapen a México, a lo que Keechie accede.
En el camino, Keechie se enferma y la pareja busca refugio en un motel propiedad de Mattie, la cuñada de T-Dub. Mattie les permite quedarse a regañadientes. Bowie visita a Hawkins, con la esperanza de que pueda ayudarlos, mientras que Mattie hace un trato con la policía de que entregará a Bowie a cambio de la liberación de Richard. Cuando Hawkins le dice a Bowie que no puede ayudarlo, Bowie regresa al motel e informa a Mattie que se irá solo para garantizar la seguridad de Keechie y su hijo por nacer. Mattie anima a Bowie a despedirse por última vez de Keechie. Él acepta y escribe una carta de despedida para llevársela. Cuando está a punto de entrar en el vehículo, la policía aparece inesperadamente, provocando que Bowie saque su arma. La policía lo mata a tiros. Keechie, arrodillada sobre el cadáver de Bowie, lee la carta de despedida que escribió para ella.

## Elenco
- Cathy O'Donnell como Catherine "Keechie" Mobley
- Farley Granger como Arthur "Bowie" Bowers
- Howard Da Silva como Chicamaw "One-Eye" Mobley
- Jay C. Flippen como Henry "T-Dub" Mansfield
- Helen Craig como Mattie
- Will Wright como Mobley
- William Phipps como joven campesino
- Ian Wolfe como Hawkins
- Harry Harvey como Hagenheimer
- Marie Bryant como Singer
- Will Lee como Jeweler

## Producción

### Desarrollo
La novela Thieves Like Us de Edward Anderson había sido comprada por RKO en 1941 por $ 10,000. Después de que numerosos escritores intentaran hacer un guion, no se logró nada. Según el productor John Houseman, "Encontré el libro y se lo di a Nick para que lo leyera, y se enamoró perdidamente de él, como yo también, pero Nick en particular estaba muy familiarizado con ese territorio. Había estado allí cuando trabajaba con los Lomax, había estado allí cuando trabajaba para el Departamento de Agricultura, y así sucesivamente. Y todo ese asunto de la Depresión era terriblemente suyo. Así que se sentó y escribió la revisión. Llegaba a casa por la noche y lo repasábamos; Lo editaba un poco, eso es todo, y era muy, muy bueno". Houseman enviaba revisiones repetidamente, yendo al frente por el novato Ray. Houseman, que tenía una autoridad considerable como productor, estaba al tanto de la pasión de Ray por el proyecto y nunca hubo ninguna duda de que dirigiría la película.
Para consternación de Ray y Houseman, RKO no vio ningún valor comercial en la historia, especialmente porque Ray no tenía experiencia en la dirección de películas. A principios de 1947, el productor Dore Schary se convirtió en jefe de producción de RKO con la esperanza de convertirlo en el estudio más aventurero de Hollywood. Schary era conocido por sus valores liberales y por dar a los directores novatos la oportunidad de debutar. Schary leyó la adaptación de Ray y el 10 de febrero, Ray firmó un contrato con RKO con una nota de Schary que especificaba que "es la intención que dirija su primer proyecto Thieves Like Us ".
Houseman contrató a Charles Schnee para que escribiera el guion, pero le preocupaba no alterar el adaptación  Ray. Ray y Schnee trabajaron juntos sin ningún problema para convertir el texto en un verdadero guion, que se envió a RKO en mayo de 1947.

### Casting
Farley Granger contó que estaba en la casa de Saul y Ethel Chaplin en una fiesta. Ray también había sido invitado y solo se sentó, bebió y miró a Granger. Granger le preguntó a Ethel Chaplin acerca del comportamiento de Ray, y ella respondió que Ray estaba en medio del casting de su primera película y se había interesado profesionalmente en Granger. Houseman hizo arreglos para que Granger probara en RKO, lo cual salió muy bien. Ray estaba decidido a que había encontrado a su Bowie y luego le preguntó a Granger si había una actriz con la que se sintiera cómodo. Granger respondió que con Cathy O'Donnell, quien también fue contratada para hacer una prueba.
Tanto Granger como O'Donnell estaban bajo contrato con Samuel Goldwyn y tenían una  limitada experiencia actoral. Granger había estado en dos películas antes de ser reclutado para la Segunda Guerra Mundial, mientras que O'Donnell acababa de hacer el clásico Los mejores años de nuestras vidas (1946), pero Ray fue ferozmente leal y luchó por ambos. Granger dijo más tarde que "[Ray] y John Houseman estaban entre las pocas personas que lucharon por mí en mi carrera. Dijeron que no, que no haremos la película sin él. Cuando Nick creía en ti, era muy leal". En su autobiografía, Granger enumera They Live by Night como una de sus dos o tres películas favoritas.
Muchos de los actores secundarios y personajes secundarios fueron interpretados por amigos de Houseman y Ray, aunque el actor contratado por RKO, Robert Mitchum, expresó interés en interpretar a Chicamaw y dijo que, al igual que Ray, sabía todo sobre el sur de la era de la depresión y que una vez había estado en una cuadrilla encadenada. Mitchum llegó a afeitarse la cabeza y teñirla de negro para el papel (en la novela original Chicamaw es un indio), pero debido a que era una estrella en ascenso y recientemente había recibido una nominación al Oscar, el papel de un ladrón de bancos se consideró inadecuado para él. Él y Ray terminaron trabajando juntos en proyectos, incluido The Lusty Men. El papel de Chicamaw le fue dado a Howard Da Silva, quien había causado una gran impresión en el musical de Marc Blitzstein The Cradle Will Rock (1937), producido por Houseman. Otros papeles menores fueron interpretados por personas que Ray conocía de su tiempo en el teatro de Nueva York, incluida Marie Bryant de Beggar's Holiday (la cantante del club nocturno que canta Your Red Wagon), Curt Conway (el hombre del esmoquin en el club nocturno) y Will Lee. (el joyero). Byron Foulger aparece como el dueño de la cabaña donde la pareja intenta esconderse.

### Rodaje
El rodaje comenzó el 3 de junio de 1947. La primera escena filmada fue la de apertura, un travelling de Bowie, T-Dub y Chickamaw escapando de la prisión en un auto robado. Ray decidió utilizar un helicóptero, que anteriormente se había empleado para hacer tomas de paisajes, pero nunca antes se había utilizado para filmar acción. La película se considera en ocasiones como la primera en usar un helicóptero para este propósito y es anterior a la célebre toma final de Picnic de James Wong Howe por ocho años. Se requirieron cuatro tomas, con la segunda en el corte final.
Durante el resto del día, Ray utilizó el helicóptero para otras escenas de la película. Filmando They Live by Night bajo la guía de Houseman y Schary fue probablemente la única vez en la carrera de Ray en la que tuvo un control creativo completo y, al igual que el debut de Orson Welles, Citizen Kane (1941), también realizado en RKO para Houseman, Ray experimentó con el sonido y cinematografía. El biógrafo de Ray señala que "solo Welles trató de forma similar de definir texturas acústicas e incluso verbales tanto como las visuales".  El renombrado editor de cine Sherman Todd también instó a Ray a experimentar y romper reglas. Los exteriores se filmaron tanto en el lugar como en el rancho cinematográfico de RKO en Encino, pero Todd combinó las secuencias tan bien que el público no notó la diferencia.
El rodaje terminó en octubre de 1947. A pesar de un excelente preestreno, el estudio no sabía cómo comercializar la película y la adquisición de RKO por parte de Howard Hughes exacerbó la situación. Hughes archivó la película durante dos años, antes de estrenarla en un solo cine en el Reino Unido con críticas entusiastas (una de ellas provino de Gavin Lambert, quien finalmente se convirtió en guionista de Ray) y finalmente se estrenó en los EE. UU. en noviembre de 1949, con el título They Live by Night, después de ser cambiado de Thieves Like Us (el nombre original de la novela), The Twisted Road, I'm a Stranger Here Myself and Your Red Wagon. El título, elegido de una encuesta de audiencia, fue favorecido por Hughes.
Durante esos dos años, muchas personas adineradas involucradas en la industria del entretenimiento de Hollywood tenían salas de proyección y vieron la película, lo que condujo a un mayor empleo de su elenco y equipo, Alfred Hitchcock eligió a Farley Granger en Rope (1948) al ver esta película y Humphrey Bogart, muy impresionado por la dirección de Ray, lo contrató para dirigir su producción independiente Knock on Any Door (1949) en Columbia Pictures .
John Houseman luego recordó la película con afecto: "Ahora [1973] está siendo redescubierta y llamada todo tipo de cosas hermosas, pero en ese momento tuvo una muerte horrible. . . . Tuve un gran éxito en Hollywood, pero de alguna manera siempre tienes un sentimiento especial por tus hijos enfermos, en mi caso, 'They Live by Night' y 'All Fall Down'".

## Estreno

### Fracaso de taquilla
La película registró una pérdida de $ 445,000.

### Crítica
Cuando se estrenó la película, el crítico de cine Bosley Crowther le dio una crítica positiva y escribió: "Una historia pequeña y común sobre un joven convicto prófugo y su romance con una chica amable con la cual se casa, es contada con una sinceridad pictórica y empuje emocional poco común es último producto de RKO, They Live by Night, en el Criterion. Aunque, como otros, está equivocado en sus simpatías por un delincuente juvenil, este melodrama de crimen y compasión tiene las virtudes del vigor y la moderación. . . They Live by Night tiene la falla de volverse sentimental por el crimen, pero logra generar interés con su movimiento dramático nítido y tipos claros".

### Home media
La película fue distribuida en Blu-ray y DVD por la Criterion Collection en agosto de 2017.